# Provincia eclesiástica de Sevilla

Provincia eclesiástica de Sevilla

La provincia eclesiástica de Sevilla es una demarcación territorial eclesiástica que constituye una de las 14 provincias eclesiásticas de España. Está constituida por la archidiócesis de Sevilla y sus seis diócesis sufragáneas: Cádiz y Ceuta, Córdoba, Huelva, Canarias, Asidonia-Jerez y Tenerife.

## Historia
Durante la época romana, Sevilla fue la capital de la provincia de la Bética, y el origen de la diócesis se remonta a la Sede Apostólica, o por lo menos al siglo I. San Geroncio, obispo de Itálica, predicó en la Bética durante los tiempos apostólicos, y que sin lugar a dudas han dejado a un pastor de su propia Sevilla. Es cierto que en el año 303, cuando las Santas Justa y Rufina fueron martirizadas por negarse a adorar al ídolo de Salambó, hubo un obispo de Sevilla llamado Sabino, que asistió al Consejo de Illiberis en el año 287.
Zenón (472-486) fue nombrado vicario apostólico por el papa Simplicio, y el papa Hormisdas dio el mismo cargo al obispo Salustio en las provincias de Bética y Lusitania. Sin embargo, la sede se hizo ilustre sobre todo por los santos hermanos santos Leandro e Isidoro. El primero de ellos contribuyó a la conversión de San Hermenegildo y Recaredo , y presidió el III Concilio de Toledo en el 589. Mientras que el último presidió el IV Concilio de Toledo y fue el maestro de la España medieval.
En el siglo XIII la diócesis de Córdoba pasa a depender de la archidiócesis de Sevilla. El 7 de julio de 1406 se erigió la diócesis de San Marcial del Rubicón. En 1483 la sede episcopal se trasladó a la isla de Gran Canaria, donde permanece desde entonces la diócesis de Canarias. El 1 de febrero de 1819 se desprende de su jurisdicción la actual provincia de Santa Cruz de Tenerife para constituir la diócesis de San Cristóbal de La Laguna.
Con el descubrimiento de América, las primeras diócesis americanas fueron sufragáneas de esta archidiócesis, teniendo Sevilla jurisdicción sobre estas hasta la elevación a archidiócesis de las Santo Domingo, México y Lima en 1546.
La diócesis de Huelva se formó en 1953 por una bula del papa Pío XII a partir de la superficie de la actual provincia de Huelva.
La diócesis de Asidonia-Jerez también se erigió de igual forma que la de Huelva en 1980 cogiendo la parte de la provincia de Cádiz que pertenecía a esta archidiócesis. En la Hispania visigoda fue capital de provincia y también sede episcopal de la iglesia católica, entonces conocida como Asidona.

## Organización territorial

### Datos de la provincia eclesiástica
El arzobispo de Sevilla es el metropolitano de la provincia y tiene autoridad limitada sobre las diócesis sufragáneas.
| Provincia eclesiástica de Sevilla      | Provincia eclesiástica de Sevilla       | Provincia eclesiástica de Sevilla |
| Catedral                               | Advocación                              | Diócesis                          |
| -------------------------------------- | --------------------------------------- | --------------------------------- |
| Catedral de Sevilla                    | Virgen de la Sede                       | Sevilla                           |
| Catedral de Cádiz y Ceuta              | Santa Cruz                              | Cádiz y Ceuta                     |
| Catedral de Córdoba                    | Virgen María                            | Córdoba                           |
| Catedral de Huelva                     | Virgen de la Merced                     | Huelva                            |
| Catedral de Canarias                   | Santa Ana                               | Canarias                          |
| Catedral de Asidonia-Jerez             | San Salvador                            | Asidonia-Jerez                    |
| Catedral de San Cristóbal de La Laguna | Nuestra Señora de los Remedios Coronada | San Cristóbal de La Laguna        |
| Catedral de Ceuta                      | Asunción de María                       | Cádiz y Ceuta                     |

Actualmente, la provincia tiene alrededor de 1.475 parroquias, abarca unos 53.030 km² en donde habitan aproximadamente 6.699.853 de personas de las cuales el 92,71% son católicos.
| Datos comparativos entre las diócesis de la provincia  | Datos comparativos entre las diócesis de la provincia | Datos comparativos entre las diócesis de la provincia | Datos comparativos entre las diócesis de la provincia | Datos comparativos entre las diócesis de la provincia | Datos comparativos entre las diócesis de la provincia |
| ------------------------------------------------------ | ----------------------------------------------------- | ----------------------------------------------------- | ----------------------------------------------------- | ----------------------------------------------------- | ----------------------------------------------------- |
| Diócesis                                               | Erigida                                               | Área(km²)                                             | % C.                                                  | Población total                                       | P.                                                    |
| Sevilla                                                | Siglo III                                             | 14.036                                                | 97,1                                                  | 1.942.155                                             | 261                                                   |
| Cádiz y Ceuta                                          | Siglo I                                               | 3.772                                                 | 91,3                                                  | 770.900                                               | 118                                                   |
| Córdoba                                                | Siglo III                                             | 13.717                                                | 99,4                                                  | 805.857                                               | 230                                                   |
| Huelva                                                 | 22 de octubre de 1953                                 | 10.085                                                | 94                                                    | 522.600                                               | 172                                                   |
| Canarias                                               | 7 de julio de 1406                                    | 4.111                                                 | 85                                                    | 1.100.813                                             | 298                                                   |
| Asidonia-Jerez                                         | 3 de marzo de 1980                                    | 3.928                                                 | 84,3                                                  | 542.699                                               | 84                                                    |
| San Cristóbal de La Laguna                             | 1 de febrero de 1819                                  | 3.381                                                 | 97,9                                                  | 1.014.829                                             | 312                                                   |
| Total                                                  | Total                                                 | 53.030                                                | 92,71                                                 | 6.699.853                                             | 1.475                                                 |
| P.=Número de parroquias; % C.=Porcentaje de católicos; |                                                       |                                                       |                                                       |                                                       |                                                       |

## Episcopologio
- Ver Lista de Obispos y Arzobispos de Sevilla
- Ver Lista de Obispos de Cádiz y Ceuta
- Ver Lista de Obispos de Córdoba
- Ver Lista de Obispos de Huelva
- Ver Lista de Obispos de Canarias
- Ver Lista de Obispos de Asidonia-Jerez
- Ver Lista de Obispos de San Cristóbal de La Laguna